# Polk megye (Minnesota)
Polk megye az Amerikai Egyesült Államokban, azon belül Minnesota államban található. Megyeszékhelye Crookston, legnagyobb városa East Grand Forks. Lakosainak száma 31 192 fő (2020. április 1.). Polk megye Marshall, Norman, Mahnomen, Red Lake, Pennington, Clearwater, Traill és Grand Forks megyékkel határos.

## Népesség
A megye népességének változása:
| Lakosok száma | 31 653 | 31 519 | 31 445 | 31 569 | 31 533 | 31 192 |
|               | 2010   | 2011   | 2012   | 2013   | 2015   | 2020   |